# Suzanne Schultingová
Suzanne Schultingová (* 25. září 1997 Groningen) je nizozemská rychlobruslařka a shorttrackařka.
Je juniorskou mistryní světa v short tracku z roku 2016 na 1500 metrů. Na Zimních olympijských hrách 2018 vyhrála závod na 1000 metrů, a stala se tak první nizozemskou olympijskou vítězkou v rychlobruslení na krátké dráze. Získala také bronzovou medaili v závodě štafet (Nizozemky nepostoupily do finále, ale po vítězství ve finále B a diskvalifikaci štafet Číny a Kanady se posunuly na celkové třetí místo). Je mistryní světa na 3000 metrů z roku 2016 a pětinásobnou mistryní Evropy: v roce 2016 v Soči byla členkou vítězné štafety, na domácí půdě v roce 2019 v Dordrechtu vyhrála víceboj, 1500 m, 3000 m a štafetu. Vyhrála také deset závodů Světového poháru. Na Zimních olympijských hrách 2022 získala bronz na distanci 1500 m, stříbrnou medaili na trati 500 m, obhájila prvenství na dvojnásobné distanci a vyhrála i závod štafet.
V roce 2017 získala bronzovou medaili v závodě s hromadným startem na mistrovství Nizozemska v rychlobruslení.
Je dcerou fotbalisty Jana Schultinga a short tracku se začala věnovat v osmi letech. Studuje jazykovou školu NTI v Leidenu. V roce 2018 byla zvolena nizozemskou sportovkyní roku a byl jí udělen Oranžsko-nasavský řád.